# 牙醫
牙医，也被稱作齿医、牙科医生、齒科医生，是专门从事口腔疾病的預防、診斷和治疗的外科醫師。在牙醫的助手團隊的协助下提供口腔保健服务。牙醫的助手团队包括牙醫助理、口腔衛生師、牙體技術師，以及較少出現的牙科治疗师。

## 历史

### 中世纪
在法国，最早从事牙科手术的人都是理发师。他们被分为两类：理发师公会和外行理发师。前者的理发师公會用於区分受过良好教育和合格的牙科医生与普通理发师，协会理发师接受了复杂的手术培训。而後者外行理发师，有资格执行醫班卫生服务，例如刮鬍和拔牙以及基础手术。然而，法国在1400年颁布法令，禁止外行理发师从事所有类型的手术。从1530年到1575年，在德国和法国，出版了有关牙科的獨立出版物。安布魯瓦茲·帕雷（Ambrose Pare）通常被称为外科之父，他发表了有关正确维护和治疗牙齿的著作。帕雷是一位法国理发师，曾为多位法国君主提供过牙醫學护理。他经常被认为提高了理发外科医生的地位。

### 现代牙醫

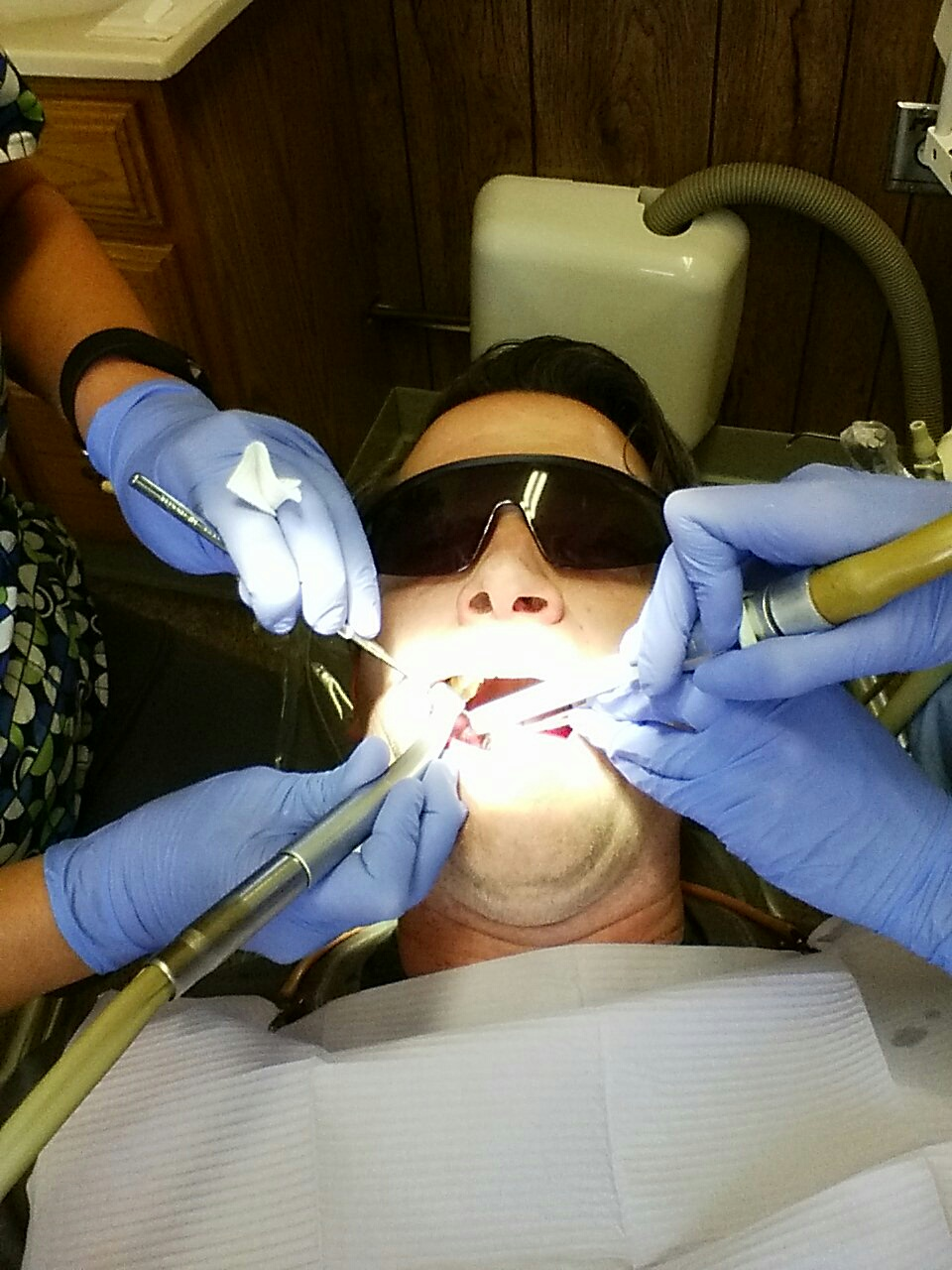
一名正在接受牙医治疗的人

法国的皮埃尔·福沙尔被称为“现代牙醫之父”，是第一位出版有关牙醫學技术和实践的科学教科书（1728）的人。 随着时间的流逝，训练有素的牙医从欧洲移民到美洲从事牙医工作，到1760年，美国有了自己的本土出生的牙医。当时报纸被用来做广告和推广牙醫學服务。在1768年至1770年的美国，首次使用牙醫學来验证法医案件的做法开创了先河。这被称为法医口腔学。随着牙医的兴起，也出现了提高牙醫品質的新方法。这些新方法包括使用旋转轮旋转专门为牙醫患者制作的钻头和椅子。
在1840年代，出現了世界上第一所牙科学校和全国性牙科组织。随着第一所牙醫学校的出现，建立了牙醫外科博士学位，通常被称为DDS学位。为响应新牙医和牙科技术的兴起，制定了第一个牙醫实践法案来规范牙醫學。在美国，《第一部牙科实践法》要求牙医通过每个特定州的医学委员会考试，以便在该特定州進行牙醫業務。但是，由于很少执行牙醫行为，因此有一些牙医没有遵守该法案。从1846年至1855年，发明了新的牙醫技术，例如将酯类麻醉剂用于外科手术，以及粘结性金箔方法，该方法可将金应用于腔体。在与26位牙医会面后，美国牙醫协会于1859年成立。1867年左右，建立了第一所大学附属的牙科学校，即哈佛牙科学校。露西·霍布斯·泰勒（Lucy Hobbs Taylor）是第一位获得牙醫学位的女性。在1880年代，制成了管状牙膏，代替了原始形式的粉末或液体牙膏。建立了新的牙醫委员会，例如全国牙科检查员协会，以建立牙医之间的标准和统一性。 1887年建立了第一个牙醫學实验室。牙科实验室用于创建针对每个患者的假牙和牙冠。 1895年，德国物理学家威廉·伦琴（Wilhelm Röntgen）发现了牙科使用的X射线。
在20世纪，发明了新的牙醫技术和技术，例如：瓷冠（1903）、Novocain（局部麻醉剂）1905、精密铸造填充物（1907）、尼龙牙刷（1938）、水氟化（1945）、氟化物牙膏（1950）、气动牙科工具（1957）、激光器（1960）、电动牙刷（1960）和家用牙齿漂白套件（1989）得以发明。诸如气动牙科工具的发明催生了一种新型的高速牙科。

## 责任

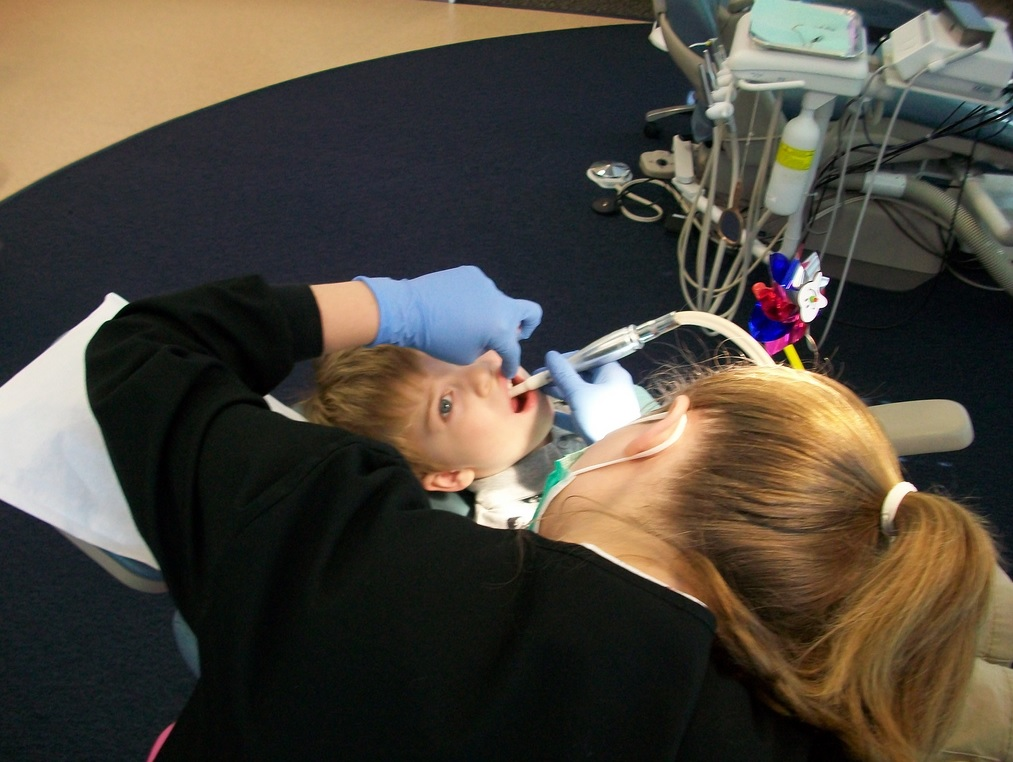
芬兰的一名牙医，正在治疗一名孩童。

通过一般培训的性质，有执照的牙医可以进行大多数牙醫治疗，例如修复性（牙齿修复、牙冠、牙體復形、牙桥）、校正（牙套）、牙齿修复（假牙、牙冠/假牙）、根管治疗、牙周治疗（牙齦）治疗，口腔外科手术（拔牙）以及进行检查、拍摄X射线照片和诊断。另外，牙医还可以从事口腔外科手术，例如植牙。牙医还可以开一些药物，例如抗生素、氟化物、止痛药、局部麻醉药、鎮靜劑/安眠药，以及用于治疗头颈部各种病症的任何其他药物。
所有DDS和DMD学位持有者都有法律资格执行许多更复杂的程序，例如牙龈移植、植骨、窦提升和植入物，以及一系列更具侵入性的口腔和颌面外科手术程序，尽管许多人选择追求住院医师或其他博士后教育以增强其能力。某些选择的程序，例如全身麻醉的管理，在美国法律上要求进行博士后培训。虽然许多口腔疾病是独特的且具有自限性，但口腔状况不佳可能导致总体健康状况不佳，反之亦然；值得注意的是，牙周疾病与心血管疾病之间存在着显着的联系。 口腔中的状况也可能指示其他全身性疾病，例如骨质疏松、糖尿病、愛滋病和各种血液疾病，包括恶性肿瘤和淋巴瘤。

## 專業服務
美国牙醫协会或美国牙醫专业委员会认可的官方专业
1. 牙科麻醉学 [9] –全身麻醉，镇静和高级疼痛控制方法的研究和给药
2. 牙科公共卫生学
3. 牙髓病学：根管治疗和牙髓疾病的研究
4. 口腔颌面病理学：口腔颌面部相关疾病的研究，诊断，有时甚至是治疗。
5. 口腔颌面影像诊断学/放射学: 口腔颌面疾病的研究和影像诊断。
6. 口腔颌面外科手术——拔除、植入和颌面部外科手术，还包括纠正先天性面部畸形。
7. 口腔医学[10]
8. 口腔颌面疼痛
9. 正畸和颌面骨科——齿的矫直和面中部和下颌骨生长的修饰。
10. 牙周病學：研究和治疗牙龈疾病（非手术和外科）以及种植牙的放置和维护
11. 儿童牙科
12. 假牙學，牙橋和牙科植入物（修复/放置）。一些牙齿修复专家进一步进行了“口腔颌面修复”的培训，这是与替换缺失的面部结构（如耳朵、眼睛、鼻子等）有关的学科。

这些领域的专家获得考試认可后，可以拥有专有的头衔，例如牙医麻醉师、口腔颌面矯正医生、口腔颌面外科医师、牙髓科医师、兒童牙医、牙周病医师或假牙科医师（美国專科協會认证）。